# Glashütten (Taunus)

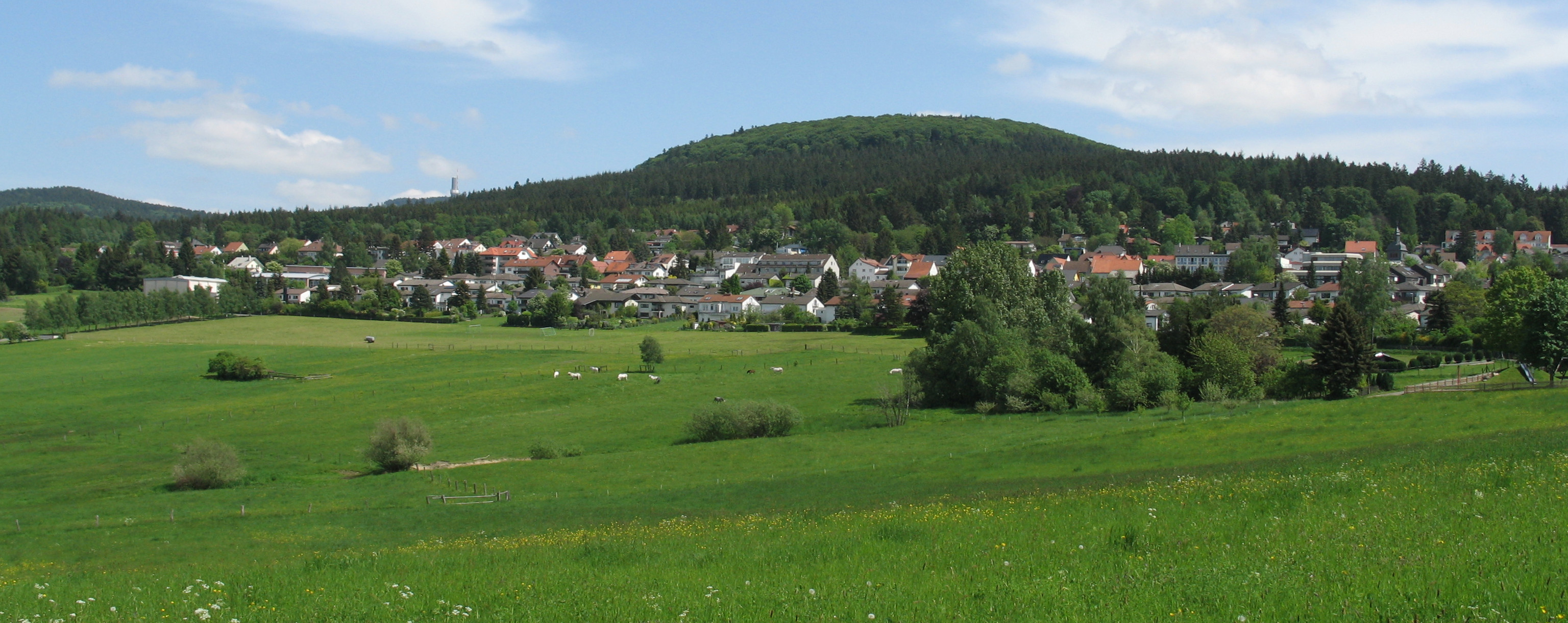
Teilansicht Glashüttens am Fuße des Glaskopfs; im Hintergrund links Weilsberg sowie daneben die Türme des Großen Feldbergs

Glashütten ist eine Gemeinde mit 5311 Einwohnern (31. Dezember 2024) im hessischen Hochtaunuskreis im Regierungsbezirk Darmstadt. Die Taunusgemeinde, die aus den drei ehemals selbständigen Gemeinden Glashütten, Schloßborn und Oberems gebildet wurde, liegt im Naturpark Taunus.
Die Gemeinde Glashütten wies im Jahr 2023 einen weit überdurchschnittlichen Kaufkraftindex von 156,8 des Bundesdurchschnitts auf.

## Geografie

### Geografische Lage
Ein wesentlicher Teil des Gemeindegebietes von Glashütten befindet sich in dem schmalen Streifen des Hohen Taunus und umfasst drei Gipfel des Taunushauptkamms: den Butznickel (462 m ü. NHN) in der Gemarkung Schloßborn und in der Gemarkung Glashütten den Glaskopf (687 m ü. NHN) und mit dem Kleinen Feldberg (826 m ü. NHN) den zweithöchsten Taunusgipfel überhaupt. Der Hauptort Glashütten selbst liegt einen Kilometer westlich des Glaskopfes an der Bundesstraße 8, dort wo diese den Limes quert. Der Limes bildet im Gemeindegebiet die nördliche Gemarkungsgrenze von Schloßborn und Glashütten. Der Ortsteil Oberems liegt nördlich des Limes.
1967 erhielt der Ort das Prädikat anerkannter Luftkurort, wurde 1987 aberkannt, da die Bedingungen nicht mehr erfüllt wurden.

### Nachbargemeinden
Glashütten grenzt im Norden an die Gemeinden Waldems (Rheingau-Taunus-Kreis) und Schmitten im Taunus, im Osten an die Stadt Königstein, im Süden an die Städte Kelkheim und Eppstein (beide Main-Taunus-Kreis) sowie im Westen an die Stadt Idstein (Rheingau-Taunus-Kreis).

### Gliederung
Glashütten besteht aus den drei Ortsteilen Glashütten, Oberems und Schloßborn.

## Geschichte
Das Gebiet der heutigen Gemeinde Glashütten war in der Antike Grenzbereich zwischen der römischen Provinz Germania superior und dem freien Germanien. Mitten durch das heutige Gemeindegebiet verlief der Limes.
Im Frühmittelalter wurde das Gebiet alemannisch und später fränkisch.
Schlossborn wird 1043, Oberems 1294 erstmals urkundlich erwähnt. Das Territorium war im Besitz der Herren von Königstein-Eppstein zunächst zu Lehen von Kurmainz, Oberems später nassauisch.
Der Ort Glashütten geht auf mutmaßlich mehrere Waldglashütten zurück, die sich in den Wäldern zwischen der Siedlung und dem Großen Feldberg befanden. Die Relikte einer derartigen Glashütte sind in der Emsbachschlucht erhalten.
Am 6. April 1462 wurde Glashütten in die Kämpfe der Mainzer Stiftsfehde verwickelt. Zu einem der wichtigsten Verbündeten Adolfs von Nassau zählte Graf Eberhard von Königstein-Eppstein. Der Historiker Karl Menzel berichtet von einem Angriff der Truppen Diether von Isenburgs auf die „wohlbefestigte Stellung der Gegner“ (gemeint ist vermutlich die Burg Königstein), doch sahen sich die Verbündeten bereits am 9. April 1462 nach großen Verlusten genötigt, den Rückzug anzutreten. Die Zerstörung der Glashütte hätte Adolf großen wirtschaftlichen Schaden gebracht.
Mit dem Ende des Alten Reiches 1806 wurde das gesamte Gemeindegebiet nassauisch, dann 1866 nach dem preußisch-österreichischen Krieg von Preußen annektiert.

### Gebietsreform
Im Zuge der Gebietsreform in Hessen schlossen sich am 31. Dezember 1971 die Gemeinden Glashütten und Oberems freiwillig zur erweiterten Gemeinde Glashütten zusammen, am 1. August 1972 wurde Schloßborn kraft Landesgesetz nach Glashütten zwangseingegliedert. Ortsbezirke nach der Hessischen Gemeindeordnung wurden in Glashütten nicht gebildet.

### Bevölkerung

#### Einwohnerstruktur
Nach den Erhebungen des Zensus 2011 lebten am Stichtag dem 9. Mai 2011 in Glashütten 5.243 Einwohner. Darunter waren 373 (7,1 %) Ausländer, von denen 211 aus dem EU-Ausland, 88 aus anderen europäischen Ländern (einschließlich Russland, Türkei und die ehemaligen Staaten „Jugoslawien (Gesamtjugoslawien)“) und 74 aus anderen Staaten kamen.
Nach dem Lebensalter waren 1026 Einwohner unter 18 Jahren, 1940 waren zwischen 18 und 49, 1104 zwischen 50 und 64 und 1161 Einwohner waren älter.
Die Einwohner lebten in 2199 Haushalten. Davon waren 540 Einpersonenhaushalte, 708 Paare ohne Kinder und 765 Paare mit Kindern, sowie 165 Alleinerziehende und 21 Wohngemeinschaften. In 519 Haushalten lebten ausschließlich Senioren und in 1380 Haushaltungen lebten keine Senioren.

#### Einwohnerentwicklung
Laut Gründerurkunde der Kurmainzer Regierung vom Januar 1685 gründeten zwölf Siedler, darunter Glasmacher, den Ort Glashütten.
- 1685: 12 Siedler
- 1783: 127 Einwohner

| Glashütten: Einwohnerzahlen von 1834 bis 2020 | Glashütten: Einwohnerzahlen von 1834 bis 2020 | Glashütten: Einwohnerzahlen von 1834 bis 2020 | Glashütten: Einwohnerzahlen von 1834 bis 2020 | Glashütten: Einwohnerzahlen von 1834 bis 2020 |
| --- | --------------------------------------------- | --------------------------------------------- | --------------------------------------------- | --------------------------------------------- |
| Jahr |                                               |                                               |                                               | Einwohner                                     |
| 1834 | 1834                                          |                                               | 255                                           | 255                                           |
| 1840 | 1840                                          |                                               | 274                                           | 274                                           |
| 1846 | 1846                                          |                                               | 308                                           | 308                                           |
| 1852 | 1852                                          |                                               | 286                                           | 286                                           |
| 1858 | 1858                                          |                                               | 298                                           | 298                                           |
| 1864 | 1864                                          |                                               | 288                                           | 288                                           |
| 1871 | 1871                                          |                                               | 266                                           | 266                                           |
| 1875 | 1875                                          |                                               | 274                                           | 274                                           |
| 1885 | 1885                                          |                                               | 233                                           | 233                                           |
| 1895 | 1895                                          |                                               | 204                                           | 204                                           |
| 1905 | 1905                                          |                                               | 199                                           | 199                                           |
| 1910 | 1910                                          |                                               | 216                                           | 216                                           |
| 1925 | 1925                                          |                                               | 227                                           | 227                                           |
| 1939 | 1939                                          |                                               | 256                                           | 256                                           |
| 1946 | 1946                                          |                                               | 443                                           | 443                                           |
| 1950 | 1950                                          |                                               | 429                                           | 429                                           |
| 1956 | 1956                                          |                                               | 412                                           | 412                                           |
| 1961 | 1961                                          |                                               | 525                                           | 525                                           |
| 1967 | 1967                                          |                                               | 1.330                                         | 1.330                                         |
| 1970 | 1970                                          |                                               | 1.593                                         | 1.593                                         |
| 1973 | 1973                                          |                                               | 4.471                                         | 4.471                                         |
| 1975 | 1975                                          |                                               | 4.606                                         | 4.606                                         |
| 1980 | 1980                                          |                                               | 5.091                                         | 5.091                                         |
| 1985 | 1985                                          |                                               | 5.277                                         | 5.277                                         |
| 1990 | 1990                                          |                                               | 5.057                                         | 5.057                                         |
| 1995 | 1995                                          |                                               | 5.248                                         | 5.248                                         |
| 2000 | 2000                                          |                                               | 5.363                                         | 5.363                                         |
| 2005 | 2005                                          |                                               | 5.439                                         | 5.439                                         |
| 2010 | 2010                                          |                                               | 5.246                                         | 5.246                                         |
| 2011 | 2011                                          |                                               | 5.243                                         | 5.243                                         |
| 2015 | 2015                                          |                                               | 5.376                                         | 5.376                                         |
| 2020 | 2020                                          |                                               | 5.364                                         | 5.364                                         |
| Datenquelle: Historisches Gemeindeverzeichnis für Hessen: Die Bevölkerung der Gemeinden 1834 bis 1967. Wiesbaden: Hessisches Statistisches Landesamt, 1968. Weitere Quellen: ; Hessisches Statistisches Informationssystem; Zensus 2011 Nach 1970 einschließlich der im Zuge der Gebietsreform in Hessen eingegliederten Orte. |                                               |                                               |                                               |                                               |

#### Religionszugehörigkeit
- 1885: 8 evangelische (= 3,43 %), 225 katholische (= 96,57 %) Einwohner[9]
- 1961: 183 evangelische (= 34,68 %), 225 katholische (= 96,57 %) Einwohner[9]
- 1987: 1753 evangelische (= 36,67 %), 2115 katholische (= 44,48 %), 887 sonstige (= 18,35 %) Einwohner[11]
- 2011: 1525 evangelische (= 29,09 %), 1869 katholische (= 35,65 %), 1849 sonstige (= 35,27 %) Einwohner[11]

## Politik

### Gemeindevertretung
Die Kommunalwahl am 14. März 2021 lieferte folgendes Ergebnis, in Vergleich gesetzt zu früheren Kommunalwahlen:
| Sitzverteilung in der Gemeindevertretung 2021Insgesamt 23 Sitze - SPD: 2 - Grüne: 5 - FDP: 3 - WGS: 3 - FWG: 3 - CDU: 7 | Parteien und Wählergemeinschaften | Parteien und Wählergemeinschaften           | 2021  | 2021  | 2016  | 2016  | 2011  | 2011  | 2006  | 2006  | 2001  | 2001  |
| Sitzverteilung in der Gemeindevertretung 2021Insgesamt 23 Sitze - SPD: 2 - Grüne: 5 - FDP: 3 - WGS: 3 - FWG: 3 - CDU: 7 | Parteien und Wählergemeinschaften | Parteien und Wählergemeinschaften           | %     | Sitze | %     | Sitze | %     | Sitze | %     | Sitze | %     | Sitze |
| Sitzverteilung in der Gemeindevertretung 2021Insgesamt 23 Sitze - SPD: 2 - Grüne: 5 - FDP: 3 - WGS: 3 - FWG: 3 - CDU: 7 | CDU                               | Christlich Demokratische Union Deutschlands | 30,8  | 7     | 28,3  | 6     | 37,9  | 9     | 45,5  | 14    | 37,7  | 12    |
| Sitzverteilung in der Gemeindevertretung 2021Insgesamt 23 Sitze - SPD: 2 - Grüne: 5 - FDP: 3 - WGS: 3 - FWG: 3 - CDU: 7 | Grüne                             | Bündnis 90/Die Grünen                       | 20,0  | 5     | 17,7  | 4     | 20,7  | 5     | 11,3  | 3     | 9,1   | 3     |
| Sitzverteilung in der Gemeindevertretung 2021Insgesamt 23 Sitze - SPD: 2 - Grüne: 5 - FDP: 3 - WGS: 3 - FWG: 3 - CDU: 7 | FWG                               | Freie Wählergemeinschaft                    | 14,8  | 3     | 19,9  | 5     | 21,0  | 5     | 13,8  | 4     | 8,6   | 3     |
| Sitzverteilung in der Gemeindevertretung 2021Insgesamt 23 Sitze - SPD: 2 - Grüne: 5 - FDP: 3 - WGS: 3 - FWG: 3 - CDU: 7 | WGS                               | Wählergemeinschaft Schloßborn               | 13,9  | 3     | —     | —     | —     | —     | –     | –     | –     | –     |
| Sitzverteilung in der Gemeindevertretung 2021Insgesamt 23 Sitze - SPD: 2 - Grüne: 5 - FDP: 3 - WGS: 3 - FWG: 3 - CDU: 7 | FDP                               | Freie Demokratische Partei                  | 10,8  | 3     | 17,3  | 4     | 7,1   | 1     | 8,6   | 3     | 8,0   | 2     |
| Sitzverteilung in der Gemeindevertretung 2021Insgesamt 23 Sitze - SPD: 2 - Grüne: 5 - FDP: 3 - WGS: 3 - FWG: 3 - CDU: 7 | SPD                               | Sozialdemokratische Partei Deutschlands     | 9,7   | 2     | 16,7  | 4     | 13,4  | 3     | 12,2  | 4     | 15,4  | 5     |
| Sitzverteilung in der Gemeindevertretung 2021Insgesamt 23 Sitze - SPD: 2 - Grüne: 5 - FDP: 3 - WGS: 3 - FWG: 3 - CDU: 7 | BLG                               | Bürgerliste Glashütten                      | —     | —     | —     | —     | —     | —     | 8,6   | 3     | 21,1  | 6     |
| Sitzverteilung in der Gemeindevertretung 2021Insgesamt 23 Sitze - SPD: 2 - Grüne: 5 - FDP: 3 - WGS: 3 - FWG: 3 - CDU: 7 | Gesamt                            | Gesamt                                      | 100,0 | 23    | 100,0 | 23    | 100,0 | 23    | 100,0 | 31    | 100,0 | 31    |
| Sitzverteilung in der Gemeindevertretung 2021Insgesamt 23 Sitze - SPD: 2 - Grüne: 5 - FDP: 3 - WGS: 3 - FWG: 3 - CDU: 7 | Wahlbeteiligung in Prozent        | Wahlbeteiligung in Prozent                  | 67,4  | 67,4  | 58,1  | 58,1  | 55,0  | 55,0  | 54,8  | 54,8  | 55,0  | 55,0  |

### Bürgermeister
Nach der hessischen Kommunalverfassung wird der Bürgermeister für eine sechsjährige Amtszeit gewählt, seit dem Jahr 1993 in einer Direktwahl, und ist Vorsitzender des Gemeindevorstands, dem in der Gemeinde Glashütten neben dem Bürgermeister ehrenamtlich ein Erster Beigeordneter und sieben weitere Beigeordnete angehören. Bürgermeister ist seit dem 1. Juni 2021 Thomas Ciesielski (CDU). Er setzte sich am 28. März 2021 in einer Stichwahl gegen die Amtsinhaberin Brigitte Bannenberg, die sich um eine zweite Amtszeit beworben hatte, bei 63,28 Prozent Wahlbeteiligung mit 50,88 Prozent der Stimmen durch.
Amtszeiten der Bürgermeister
- 2021–2027 Thomas Ciesielski (CDU)[18]
- 2015–2021: Brigitte Bannenberg[19]
- 2008–2015: Thomas Fischer (CDU)
- 1998–2008: Jutta Nothacker (CDU)[22]
- 1986–1998: Helmut Diehl (CDU)
- 1979–1986: Theodor Kögler (CDU)
- 1956–1979: Franz Johann Gottschalk (SPD)
- 1946–1956: Peter Ernst
- 8. Mai 1945–16. März 1946: Peter Horn
- 1926–1945: Heinrich Dorn

### Gemeindepartnerschaft

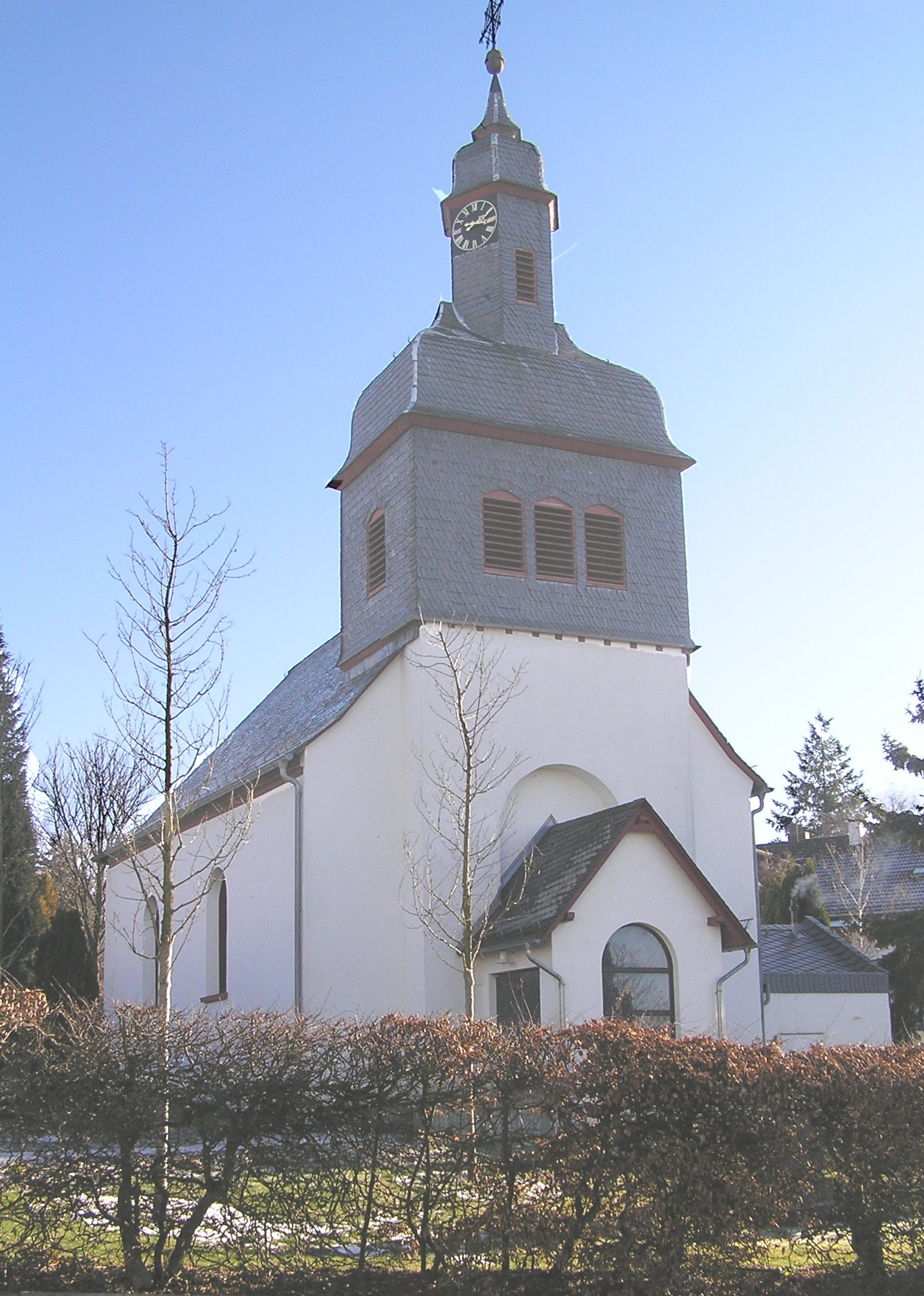
Katholische Kirche Glashütten

Seit 1977 besteht eine Gemeindepartnerschaft mit der französischen Gemeinde Caromb. 1972 war der Bürgermeister von Caromb, Gilbert Pellenc, anlässlich der Begründung der Städtepartnerschaft von Königstein und Le Cannet Rochville im Taunus und kam mit den Vertretern von Glashütten ins Gespräch bezüglich einer eigenen Partnerschaft. Am 19. März 1976 wurde der Förderkreis der Gemeindepartnerschaft Glashütten gegründet. Nachdem auf Vereinsebene bereits ein Austausch erfolgt war, wurde am 17. September 1977 durch den Bürgermeister von Glashütten Johann Gottschalk und den Bürgermeister von Caromb, Gilbert Pellenc, die Patenschaftsurkunde unterzeichnet. Traditionellerweise wird seit Anfang der 1990er Jahre jährlich in Glashütten ein provenzalischer Markt abgehalten, auf dem sich Caromb präsentiert. Im Gegenzug sind die Glashüttener jährlich auf dem Weihnachtsmarkt in Caromb Anfang Dezember mit einem Stand vertreten.

### Wappen und Flagge

Bannerflagge

| Wappen von Glashütten | Blasonierung: „Gespalten durch eine aufsteigende, geschweifte Spitze mit einem goldenen Löwenkopf in von goldenen Schindeln bestreutem blauem Feld, vorne in Gold ein blauer Turm, hinten in Gold ein bewurzelter blauer Baum.“ |
| Wappen von Glashütten | Wappenbegründung: Die Elemente des Wappens verweisen auf die einzelnen Ortsteile. Der Turm bezieht sich auf Schloßborn und seine frühere mittelalterliche Burg. Der Baum referenziert auf das frühere Glashütter Siegel und die Bedeutung als Erholungsgebiet. Der nassauische Löwe steht für Oberems, das im Gegensatz zu den beiden anderen Ortsteilen seit dem Hochmittelalter nicht mehr zu Kurmainz, sondern zum Fürstentum Nassau-Usingen gehörte. Das Gemeindewappen wurde von Heinz Ritt entworfen und am 30. April 1974 vom Hessischen Ministerium des Innern genehmigt. Am 28. Januar 1981 wurde die blau-gelb gestreifte Bannerflagge genehmigt, die nach oben versetzt das Gemeindewappen trägt. Die am 28. Januar 1981 genehmigte Bannerflagge trägt das Wappen an der gemeinsamen Spitze des nach oben versetzten blau-gelben Gevierts. |

## Sehenswürdigkeiten

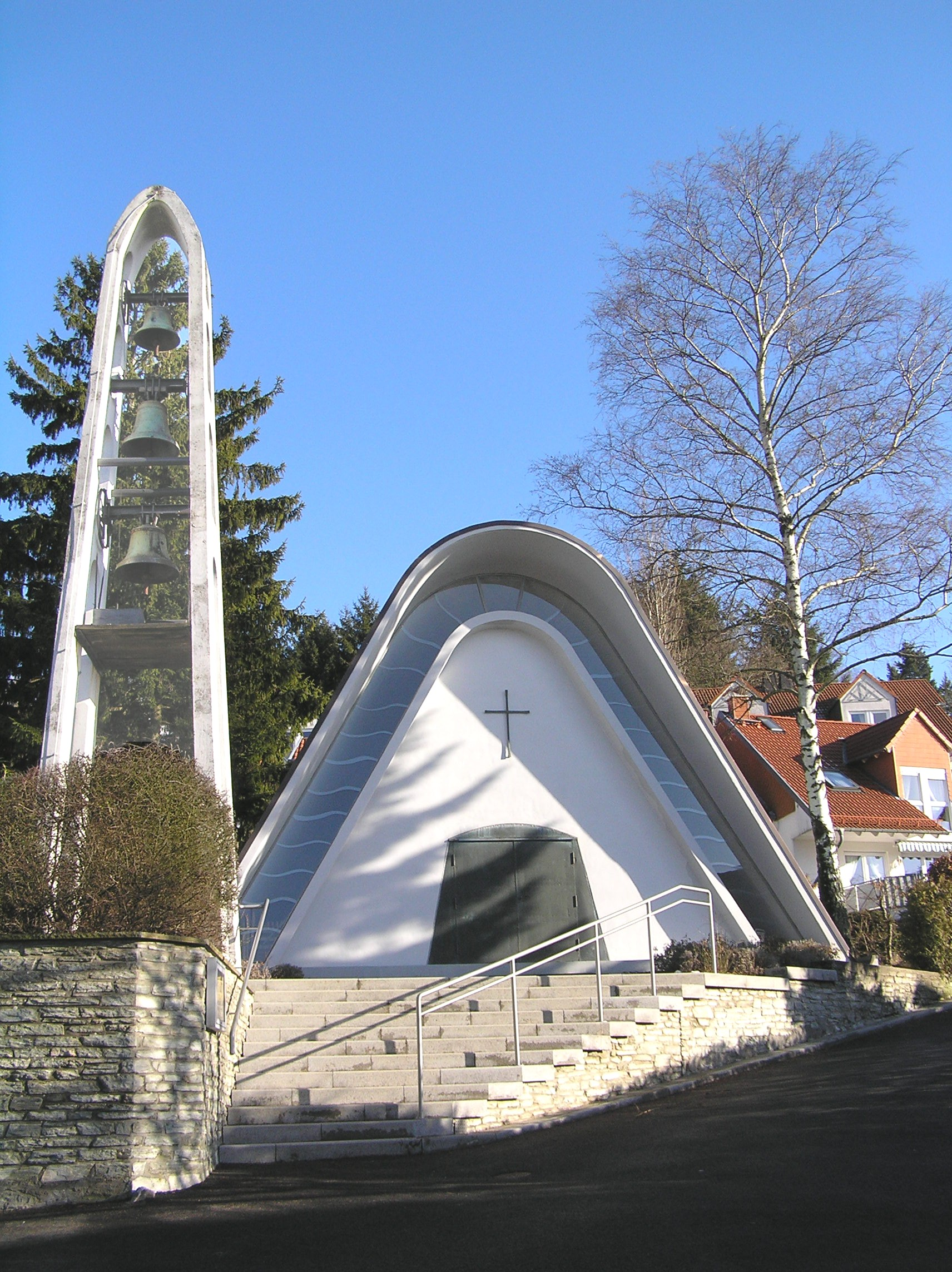
Evangelische Kirche Glashütten

Glashütten ist Ziel von Tagesausflüglern aus dem ganzen Rhein-Main-Gebiet. Sehenswürdigkeiten in der Gemeinde sind:

### Glashütten

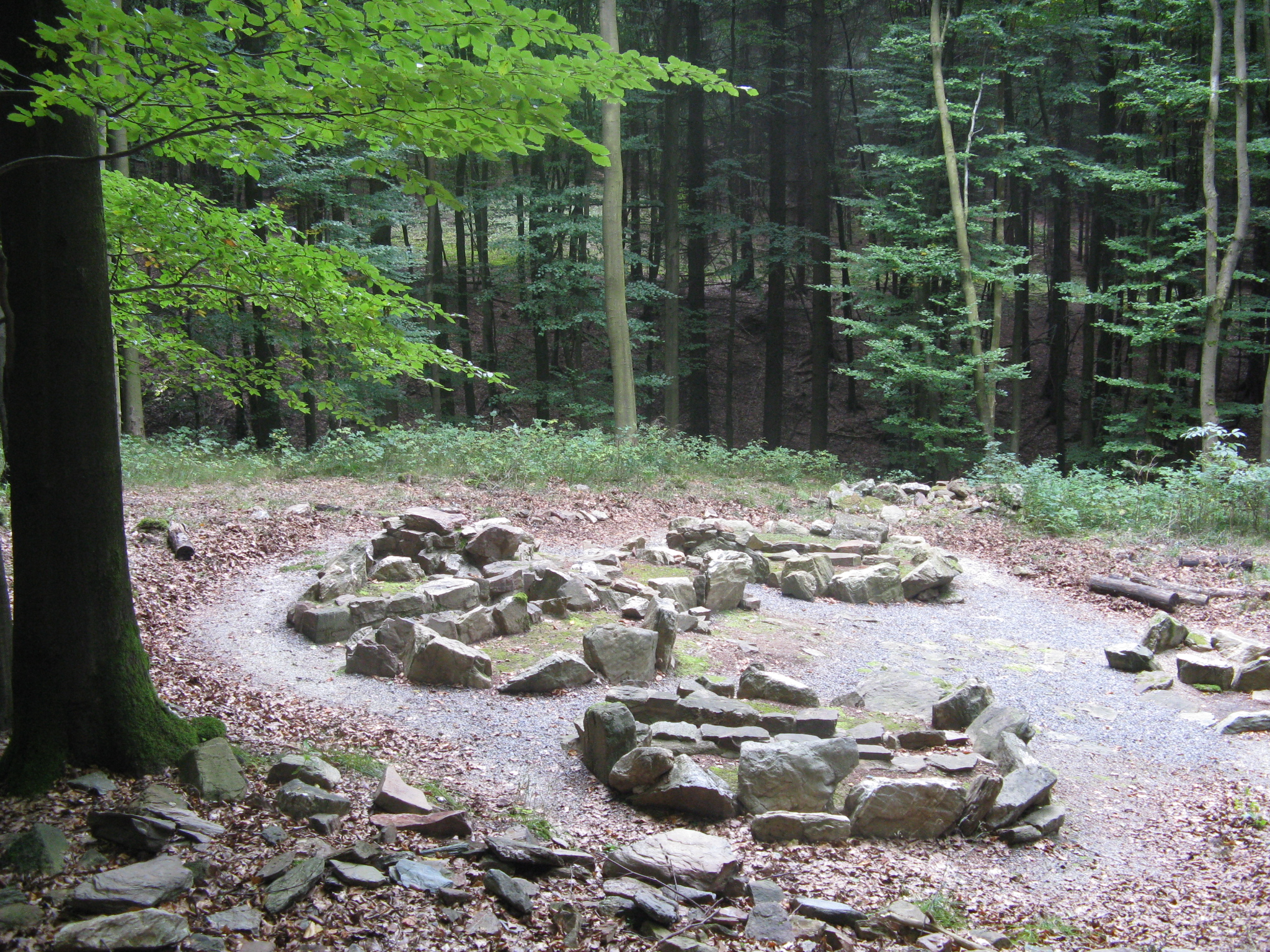
Reste der Waldglashütte Emsbachschlucht

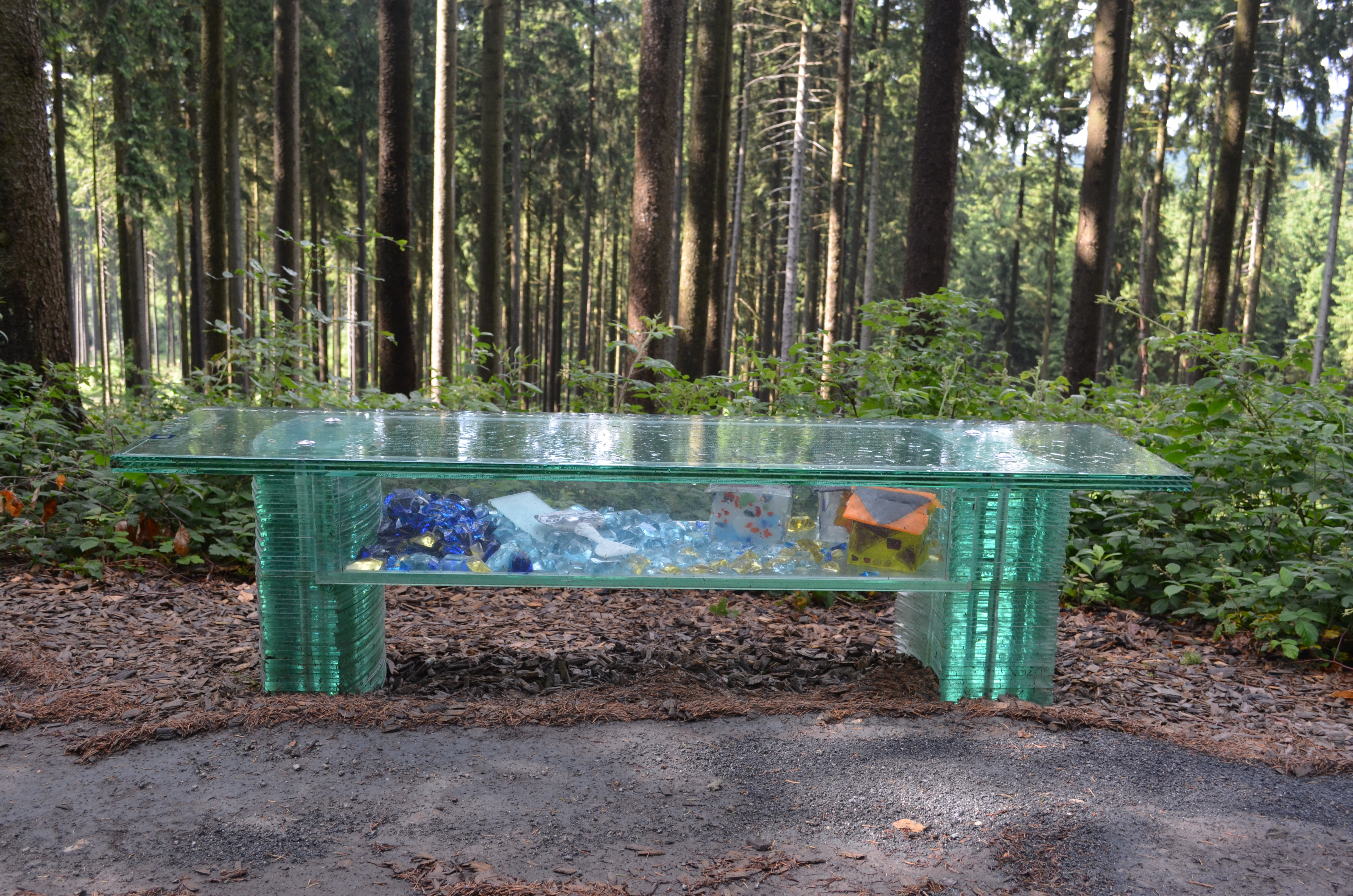
Waldglasweg, Station 3

Die Reste der Glashütte an der Emsbachschlucht finden sich auf dem schluchtartig verengten Talgrund des Emsbaches. Die Glashütte bestand in der Zeit um 1450. Im Jahr 2000 fanden an der Anlage Ausgrabungen statt. Vom Ort bis hin zur Glashütte verläuft der WaldGlasWeg als Wanderweg.
Die Glashütte unterhalb am Dornsweg am Nordosthang der Erhebung Glaskopf produzierte Glas in der zweiten Hälfte des 15. Jahrhunderts. Anhand der starken Zerstörungsspuren am Hauptofen wird eine gewaltsame Niederlegung der Glashütte noch während ihrer Betriebszeit vermutet. Archäologische Untersuchungen erfolgten in den Jahren 2001 und 2005.
Die Reste der Glashütte am Buchholzweg liegen auf 543 m ü. NHN in einem Waldgebiet am Nordhang der Erhebung Glaskopf. Eine archäologische Untersuchung am Standort der Glashütte erfolgte im Jahr 2002.

### Limes
Nordwestlich vom Hauptort Glashütten befindet sich das Kleinkastell Maisel. Es handelt sich hierbei um ein eintoriges steinernes Bauwerk von knapp 0,7 Hektar Größe, das im Zusammenhang mit der Verstärkung des Limes um das Jahr 160 herum angelegt worden sein dürfte. Die Spuren des mit seinem Tor auf den Limes weisenden Lagers sind noch gut im Gelände sichtbar.
Der Limes selbst verläuft quer durch das Gemeindegebiet. Auch das eigentliche Feldbergkastell gehört noch zu Glashütten. Die Nordwestmauer des Kastells liegt auf der Grenze zu Niederreifenberg. Am nördlichen Ortsausgang von Glashütten soll ein „Eingangsportal“ zum Limes errichtet werden, das als Anlaufstelle für Limeswanderungen dienen soll.

### Weilquelle

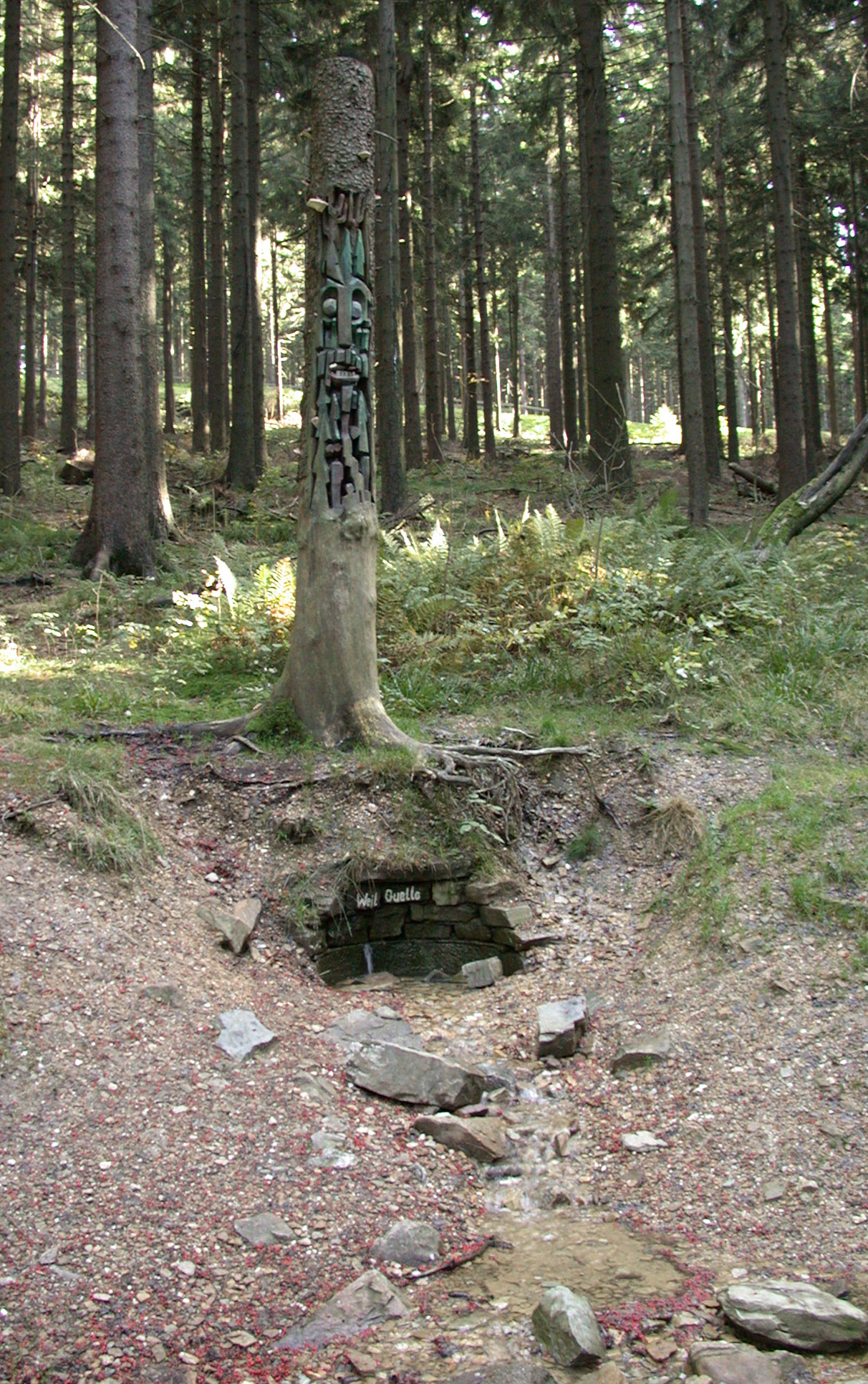
Weilquelle

Die Quelle des Baches Weil befindet sich zwar geographisch auf der anderen Seite des Glaskopfes und wird daher von Besuchern Niederreifenberg zugerechnet, befindet sich (gerade noch) auf Glashüttener Gebiet.

### Wanderwege
Eine Reihe von Wanderwegen erschließt den Taunus rund um Glashütten für Wanderer, Spaziergänger und Fahrradfahrer. So kreuzen sich hier auch zwei Europäische Fernwanderwege: E1 (Nord–Süd) und E3 (West–Ost).

## Infrastruktur
Glashütten liegt an der Bundesstraße B 8 (Emmerich–Passau).
Es bestehen regelmäßige Busverbindungen nach Königstein, Neu-Anspach, Riedelbach und Idstein sowie von Schloßborn nach Eppstein.
Durch den Ort führt der Deutsche Limes-Radweg. Dieser folgt dem Obergermanisch-Raetischen Limes über 818 km von Bad Hönningen am Rhein nach Regensburg an der Donau.

## Persönlichkeiten
Persönlichkeiten, die vor Ort gewirkt haben
- Manfred Roeder (1900–1971), war ein deutscher Militärrichter zur Zeit des Nationalsozialismus, Ankläger der Widerstandsbewegung Rote Kapelle und wurde als Hitlers Bluthund bezeichnet.[27]
- Der Komponist und langjährige Dozent an der Frankfurter Musikhochschule Richard Rudolf Klein (1921–2011) lebte von Anfang der 1960er Jahre bis zu seinem Tod 2011 im Glashüttener Ortsteil Schloßborn.[28]
- Wolfgang Hilger (1929–2020), Vorstandsvorsitzender der Hoechst AG